# Zanonia
Zanonia là một chi thực vật có hoa trong họ Cucurbitaceae, được Carl Linnaeus mô tả năm 1753.

## Các loài
Chi Zanonia gồm 2 loài:
- Zanonia angulata Wall., 1831: Ấn Độ (quần đảo Andaman và Nicobar, Assam), Bangladesh, bán đảo Mã Lai, Myanmar.
- Zanonia indica L., 1759: Thiết bát, lục lạc dây. Từ Ấn Độ, Sri Lanka ở phía tây tới Trung Quốc, Đông Nam Á và New Guinea ở phía đông.
  - Zanonia indica subsp. indica: Nguyên chủng. Miền nam Ấn Độ, Sri Lanka.
  - Zanonia indica subsp. orientalis W.J.de Wilde & Duyfjes, 2007: Từ đông bắc Ấn Độ (Assam) tới Trung Quốc, Đông Nam Á, New Guinea.
  - Zanonia indica var. paludosa W.J.de Wilde & Duyfjes, 2007: Borneo.

## Lưu ý
Zanonia Plum. ex Cramer, 1803 là đồng nghĩa của Tradescantia Ruppius ex L., 1753; cụ thể thì Zanonia bibracteata Cramer, 1803 = Tradescantia zanonia (L.) Sw., 1788.